# 사가 긴토

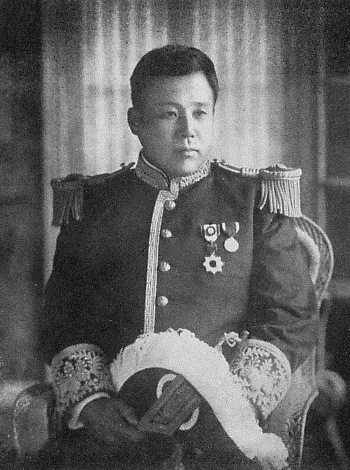
사가 긴토 후작

사가 긴토(嵯峨公勝)는 일본 제국의 화족이다. 작위는 후작. 부인은 나카야마 다다미쓰의 딸 나카이다.
|  | 제1대 사가 후작가 당주 1888년 ~ 1941년 | 후임 사가 사네토 |

|  | 사가 백작가 당주 1884년 ~ 1888년 | 후임 후작으로 승작 |